# آموس مارتن
آموس مارتن (بالإنجليزية: Amos Martin)‏ هو لاعب كرة قدم أمريكية أمريكي، ولد في 30 يناير 1949 في إنديانابوليس في الولايات المتحدة.

## وصلات خارجية
- آموس مارتن على موقع مرجع كرة القدم المحترفة.كوم (الإنجليزية)